# Galaxy 19
O Galaxy 19 (G-19), também conhecido por Intelsat Americas 9 e (IA-9), é um satélite de comunicação geoestacionário construído pela Space Systems/Loral (SS/L). Ele está localizado na posição orbital de 97 graus de longitude oeste e é de propriedade da Intelsat, empresa sediada em Luxemburgo. O satélite foi baseado na plataforma LS-1300 e sua expectativa de vida útil é de 15 anos.

## História
O  Galaxy 19 substituirá o satélite Galaxy 25, que está chegando ao fim de sua vida útil e foi movido para 93,1 graus de longitude oeste. O satélite foi construído pela Space Systems/Loral, como parte de sua linha LS-1300. O Galaxy 19 foi anteriormente conhecido como Intelsat Americas.

## Lançamento
O satélite foi lançado com sucesso ao espaço no dia 24 de setembro de 2008, abordo de um foguete Zenit-3SL lançado a partir da Base de lançamento espacial do Sea Launch (Odyssey). Ele tinha uma massa de lançamento de 4.692 kg.

## Capacidade e cobertura
O Galaxy 19 é equipado com 24 transponders em banda C e 28 em banda Ku para fornecer televisão por assinatura avançada, dados e serviços de telecomunicações para os clientes em toda a América do Norte, Alasca, Havaí, México e Porto Rico.